# Gonçalo Loureiro
Gonçalo Loureiro né le 1er février 2000 à Guimarães au Portugal, est un footballeur portugais qui évolue au poste de défenseur central à l’Académica de Coimbra.

## Biographie

### En club
Né à Guimarães au Portugal, Gonçalo Loureiro est formé par le club de sa ville natale, le Vitória Guimarães avant de rejoindre en 2014 l'un des clubs les plus importants du pays, le Benfica Lisbonne. Le 28 mai 2018 il prolonge son contrat avec Benfica jusqu'en juin 2023.
Le 31 août 2021, lors du mercato d'été, Gonçalo Loureiro rejoint le FC Penafiel. Il signe un contrat de deux ans, soit jusqu'en juin 2023,.

### En sélection
Gonçalo Loureiro est sélectionné avec l'équipe du Portugal des moins de 19 ans, pour participer au championnat d'Europe des moins de 19 ans en 2019, qui se déroule en Arménie. Lors de cette compétition, il est titulaire en défense centrale aux côtés de Gonçalo Cardoso et joue les cinq matchs de son équipe. Le Portugal se hisse jusqu'en finale mais est défait le 27 juillet par l'Espagne, lors de cet ultime match. Au total, Loureiro joue 17 matchs avec cette sélection entre 2018 et 2019.

## Palmarès
Portugal des moins de 19 ans
- Finaliste du championnat d'Europe en 2019.